# Snow (Angus & Julia Stone)
Snow è il quarto album in studio del duo musicale australiano Angus & Julia Stone, pubblicato nel 2017.

## Tracce
1. Snow – 4:12
2. Oakwood – 3:43
3. Chateau – 4:33
4. Cellar Door – 4:41
5. Sleep Alone – 4:29
6. Make It Out Alive – 3:17
7. Who Do You Think You Are – 6:51
8. Nothing Else – 4:24
9. My House Your House – 4:42
10. Bloodhound – 3:58
11. Baudelaire – 4:14
12. Sylvester Stallone – 3:32